# 史密斯威森M13左輪手槍
史密斯威森M13（軍警馬格南）（英語：Smith & Wesson Model 13 (Military & Police Magnum)）是一款由美国槍械公司史密斯威森專為軍隊和警隊使用而研製及生產的6發式“K型底把”雙動操作式左輪手槍，為.38 S&W特種彈口徑的史密斯威森M10（其中一款型號亦是軍警型）的重槍管的.357 S&W馬格南衍生版本；除了.357 S&W馬格南以外亦可發射火力相對較弱的.38 S&W特種手枪子彈。K型底把比原來的N型底把.357口徑（通常都是指史密斯威森M27）稍為細小和輕盈。

## 設計
史密斯威森M13是一款彈巢容量為6發的雙動式左輪手槍。槍管長度為3英寸和4英寸，配備固定瞄準具。製有圓形握把和方形握把版本。M13採用烤藍表面處理；而M65則是其啞光不鏽鋼的衍生型。
史密斯威森M13於1974年到1998年間生產；而史密斯威森M65則是於1972年到2004年間生產。史密斯威森M13（Model 13）不能與M13相互混淆，因為後者其實是1954年至1956年間為美国空军而生產的輕型合金左輪手槍，並且命名為空勤人員（英語：Aircrewman）。經過多年的推出，史密斯威森M13經歷了微小的變化。它微小變化的版本被非正式地稱為第一代、第二代和第三代。歷代的M13如下：
- 第一代—1974年—最初推出型
- 第二代—1977年—改變彈巢背部以上的燃氣環；以及
- 第三代—1982年—移除彈巢的沉頭孔（英语：Counterbore）。

史密斯威森M19基本上是與史密斯威森M13相同的槍型，只是具有可調節的瞄準具和部分槍管底部凸桿。

## 採用
這兩種型號都被美國的警察機構和聯邦執法機構所採用並且發配給警員使用。
紐約州警察要求使用史密斯威森M13，以期望使用.357 S&W馬格南左輪手槍取代他倆原來.38 S&W特種彈口徑的史密斯威森M10。其不銹鋼型M65更是在俄克拉何馬州公路巡警的要求以下而面世。
直到換裝半自動手槍以前，联邦调查局在不久的時期內發配給幹員的是裝有圓形握把和3英寸重型槍管的史密斯威森M13。
除了美國以外，香港廉政公署亦發配了該左輪手槍，用以取代配槍人員（英語：Arms Issued Officers，縮寫：AIOs）所用的史密斯威森M10和柯爾特警探特裝型左輪手槍；直到2005年底，它們被格洛克（19和17）和西格&紹爾半自動手槍所取代。
史密斯威森M65亦被德克薩斯州刑事司法部所採用。

## 資料來源
1. ↑  Ayoob, Massad. Small handgun attitude （页面存档备份，存于）. 槍械雜誌, May 2003.

## 外部連結
- （英文）—Netbook of Modern Firearms entry
- （英文）—Modern Firearms—Smith & Wesson "Military and Police" M10 and other K-frame revolvers